# Euphranta ocellata
Euphranta ocellata
 es una especie de insecto del género Euphranta de la familia Tephritidae del orden Diptera. 
Hardy la describió científicamente por primera vez en el año 1974.